# Vernouillet (Eure-et-Loir)
Ne doit pas être confondu avec Vernouillet (Yvelines).
Vernouillet est une commune du département d'Eure-et-Loir, dans la région Centre-Val de Loire, en France. Située à 75 kilomètres à l'ouest de Paris, cette ville fait partie de l'agglomération de Dreux.
Avec plus de 12 000 habitants, elle est la cinquième plus grande ville du département.

## Géographie

### Situation

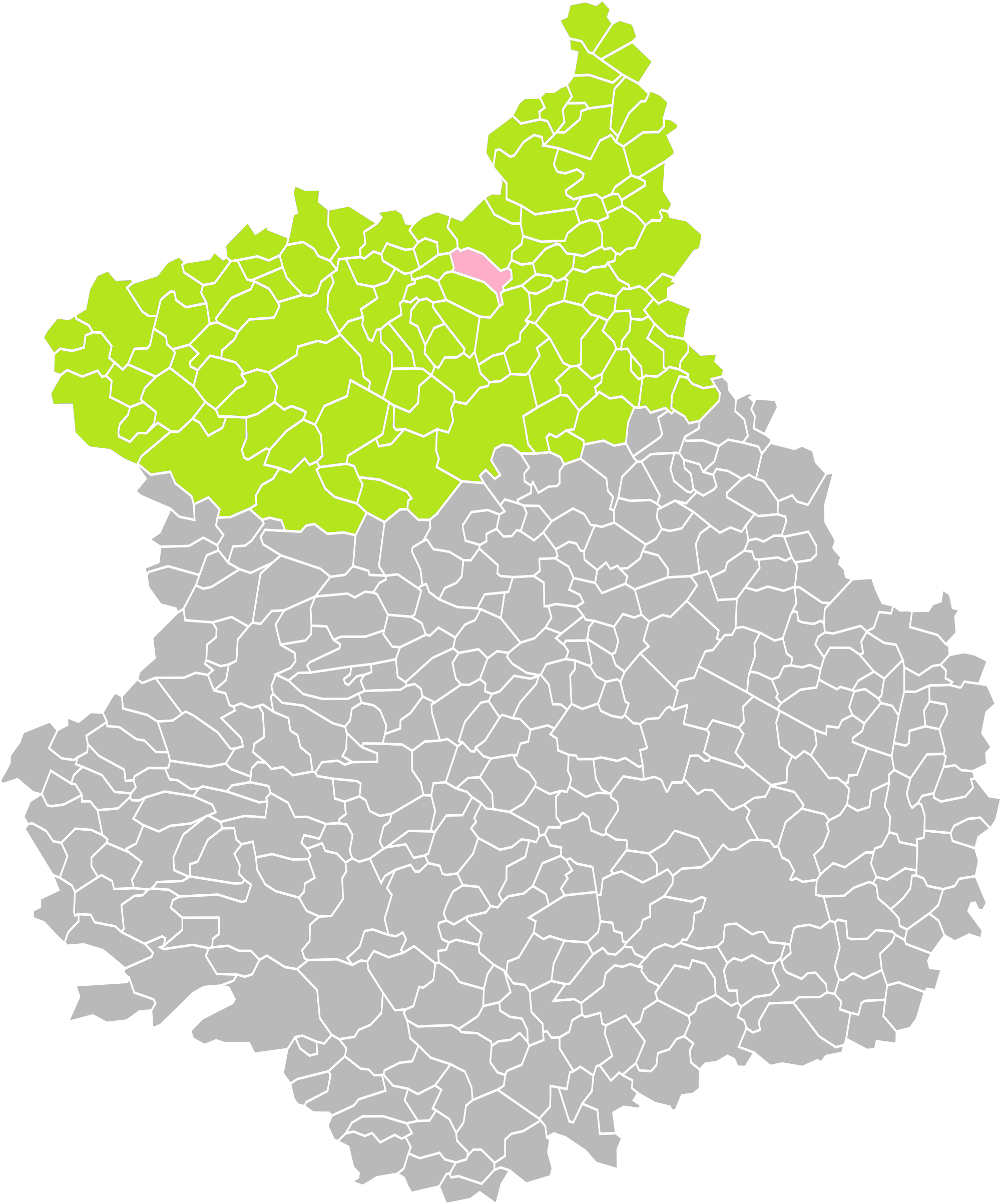
Position de Vernouillet (en rose) dans l'arrondissement de Dreux (en vert) au sein du département d'Eure-et-Loir (grisé).

La commune de Vernouillet est irriguée par la Blaise, affluent de l'Eure. Trois grands quartiers composent la ville : Les Corvées, les Grandes Vauvettes et les Vauvettes. Les Corvées sont reliées aux Grandes Vauvettes par une rocade, évitant ainsi de passer par la ville de Dreux.

### Communes limitrophes
Les communes limitrophes sont  Allainville, Dreux, Garnay, Luray, Marville-Moutiers-Brûlé et Vert-en-Drouais.

### Transports et voies de communications

#### Réseau routier
La route nationale 154 (Dreux-Chartres) et l'ancienne route nationale 828 (Dreux-Nogent-le-Rotrou) (actuelle RD 928) traversent la ville.

#### Desserte ferroviaire
La gare la plus proche est la gare de Dreux située sur la ligne de Paris-Montparnasse à Granville et terminus de la ligne N du Transilien.

#### Bus
- Ligne d'autocar 20 du réseau TER Centre-Val de Loire.

### Climat
Pour des articles plus généraux, voir Climat du Centre-Val de Loire et Climat d'Eure-et-Loir.
En 2010, le climat de la commune est de type climat océanique dégradé des plaines du Centre et du Nord, selon une étude du CNRS s'appuyant sur une série de données couvrant la période 1971-2000. En 2020, Météo-France publie une typologie des climats de la France métropolitaine dans laquelle la commune est dans une zone de transition entre le climat océanique et le climat océanique altéré et est dans la région climatique  Sud-ouest du bassin Parisien, caractérisée par une faible pluviométrie, notamment au printemps (120 à 150 mm) et un hiver froid (3,5 °C). 
Pour la période 1971-2000, la température annuelle moyenne est de 10,6 °C, avec une amplitude thermique annuelle de 14,4 °C. Le cumul annuel moyen de précipitations est de 607 mm, avec 10,7 jours de précipitations en janvier et 7,8 jours en juillet. Pour la période 1991-2020, la température moyenne annuelle observée sur la station météorologique de Météo-France la plus proche, « Marville_sapc », sur la commune de Marville-Moutiers-Brûlé à 6 km à vol d'oiseau, est de 11,1 °C et le cumul annuel moyen de précipitations est de 571,8 mm,. Pour l'avenir, les paramètres climatiques de la commune estimés pour 2050 selon différents scénarios d'émission de gaz à effet de serre sont consultables sur un site dédié publié par Météo-France en novembre 2022.
| Mois                                  | jan.           | fév.            | mars           | avril         | mai             | juin            | jui.          | août           | sep.          | oct.            | nov.          | déc.             | année      |
| ------------------------------------- | -------------- | --------------- | -------------- | ------------- | --------------- | --------------- | ------------- | -------------- | ------------- | --------------- | ------------- | ---------------- | ---------- |
| Température minimale moyenne (°C)     | 1,6            | 1,3             | 3              | 4,4           | 7,5             | 10,5            | 12,5          | 12,6           | 10,1          | 7,8             | 4,4           | 2                | 6,5        |
| Température moyenne (°C)              | 4,1            | 4,6             | 7,4            | 9,8           | 13,2            | 16,6            | 19            | 19             | 15,7          | 11,8            | 7,4           | 4,5              | 11,1       |
| Température maximale moyenne (°C)     | 6,7            | 7,9             | 11,8           | 15,3          | 18,9            | 22,6            | 25,5          | 25,4           | 21,2          | 15,9            | 10,4          | 7,1              | 15,7       |
| Record de froid (°C) date du record   | −14,2 08.01.10 | −16,3 07.02.12  | −14,3 13.03.13 | −3,8 08.04.03 | −1,2 07.05.1997 | −0,6 05.06.1991 | 5,2 31.07.15  | 2,9 28.08.1998 | 1,6 24.09.03  | −5,7 30.10.1997 | −10 30.11.10  | −10,8 29.12.1996 | −16,3 2012 |
| Record de chaleur (°C) date du record | 16,1 27.01.03  | 18,8 26.02.1991 | 23,1 31.03.21  | 27,9 20.04.18 | 30 31.05.03     | 37,6 27.06.11   | 41,4 25.07.19 | 40 11.08.03    | 35,5 09.09.23 | 29,5 02.10.23   | 19,8 01.11.15 | 15,9 30.12.22    | 41,4 2019  |
| Précipitations (mm)                   | 45,5           | 40,6            | 42,2           | 40,3          | 60,8            | 51,8            | 48,2          | 45,7           | 40            | 52,4            | 48,3          | 56               | 571,8      |

## Urbanisme

### Typologie
Au 1er janvier 2024, Vernouillet est catégorisée centre urbain intermédiaire, selon la nouvelle grille communale de densité à 7 niveaux définie par l'Insee en 2022.
Elle appartient à l'unité urbaine de Dreux, une agglomération intra-départementale dont elle est une commune de la banlieue,. Par ailleurs la commune fait partie de l'aire d'attraction de Paris, dont elle est une commune de la couronne,. 

### Occupation des sols
L'occupation des sols de la commune, telle qu'elle ressort de la base de données européenne d’occupation biophysique des sols Corine Land Cover (CLC), est marquée par l'importance des territoires artificialisés (45,9 % en 2018), en augmentation par rapport à 1990 (40,2 %). La répartition détaillée en 2018 est la suivante : 
terres arables (37,4 %), zones urbanisées (27,9 %), zones industrielles ou commerciales et réseaux de communication (18 %), forêts (8,6 %), prairies (8,1 %). L'évolution de l’occupation des sols de la commune et de ses infrastructures peut être observée sur les différentes représentations cartographiques du territoire : la carte de Cassini (XVIIIe siècle), la carte d'état-major (1820-1866) et les cartes ou photos aériennes de l'IGN pour la période actuelle (1950 à aujourd'hui).

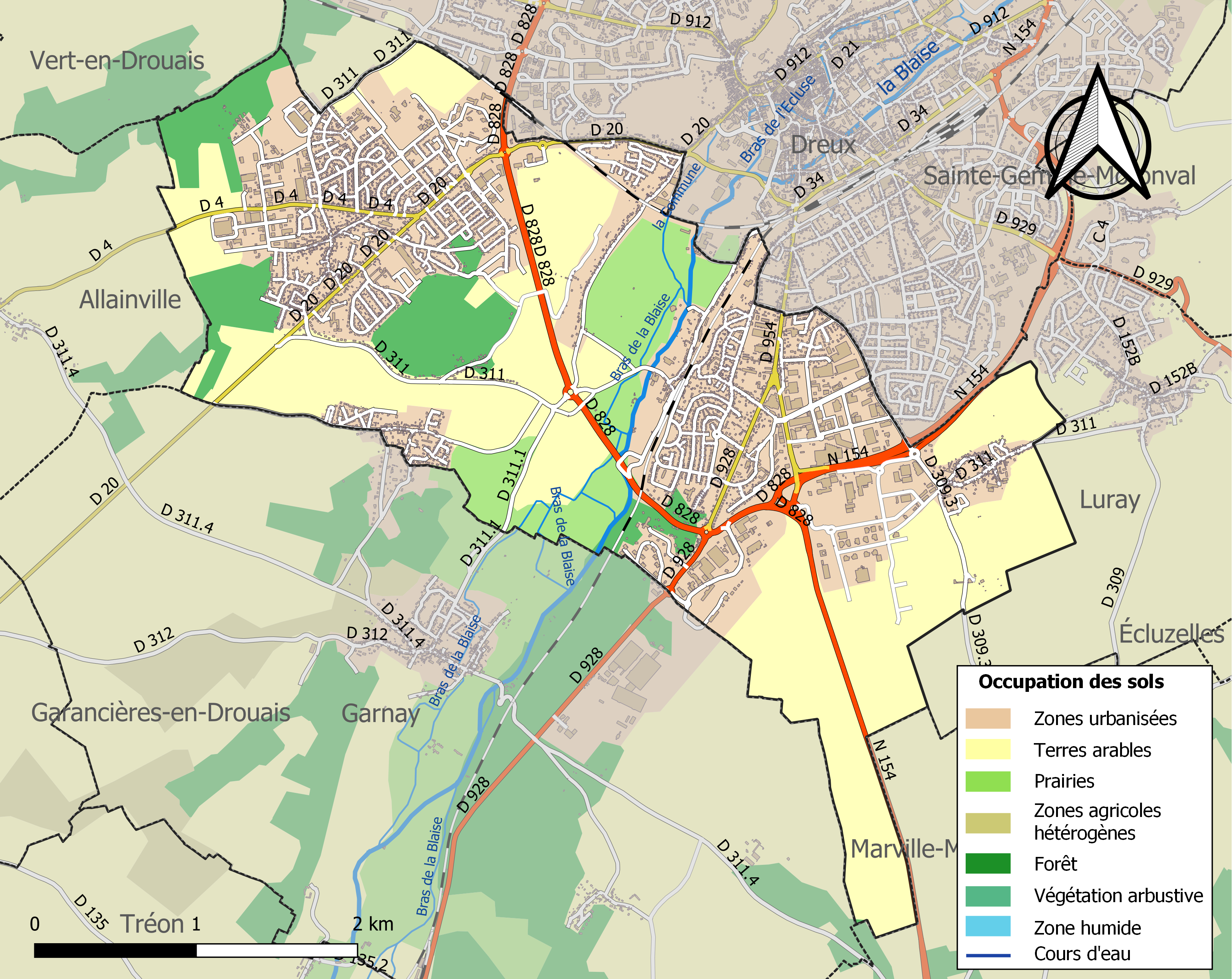
Carte des infrastructures et de l'occupation des sols de la commune en 2018 (CLC).

### Risques majeurs
Le territoire de la commune de Vernouillet est vulnérable à différents aléas naturels : météorologiques (tempête, orage, neige, grand froid, canicule ou sécheresse), inondations, mouvements de terrains et séisme (sismicité très faible). Il est également exposé à un risque technologique,  le transport de matières dangereuses. Un site publié par le BRGM permet d'évaluer simplement et rapidement les risques d'un bien localisé soit par son adresse soit par le numéro de sa parcelle.

#### Risques naturels
Certaines parties du territoire communal sont susceptibles d’être affectées par le risque d’inondation par débordement de cours d'eau et par ruissellement et coulée de boue, notamment la Blaise. La commune a été reconnue en état de catastrophe naturelle au titre des dommages causés par les inondations et coulées de boue survenues en 1987, 1995, 1999 et 2012,.

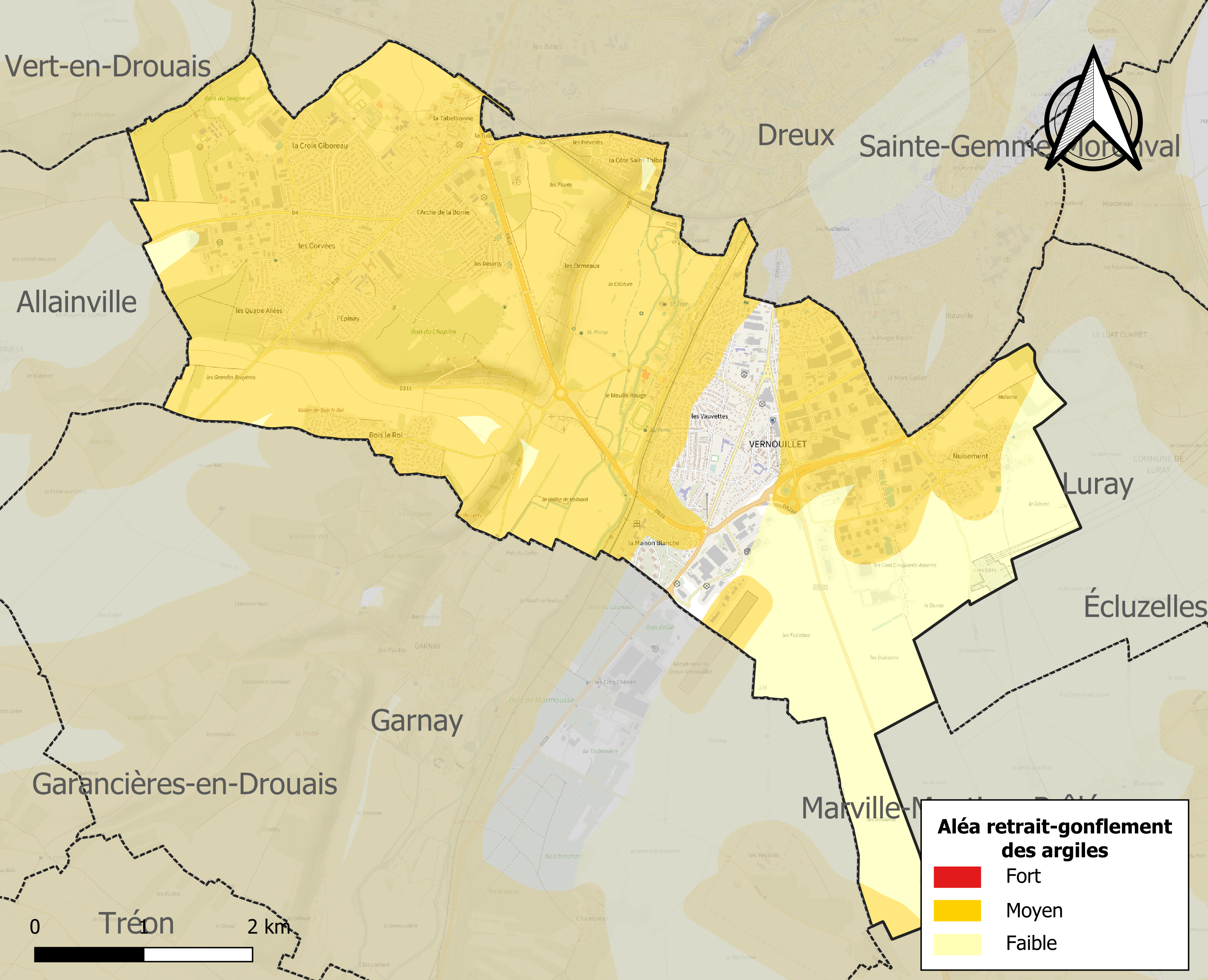
Carte des zones d'aléa retrait-gonflement des sols argileux de Vernouillet.

Les mouvements de terrains susceptibles de se produire sur la commune sont des affaissements et effondrements liés aux cavités souterraines. L'inventaire national des cavités souterraines permet de localiser celles situées sur la commune.
Le retrait-gonflement des sols argileux est susceptible d'engendrer des dommages importants aux bâtiments en cas d’alternance de périodes de sécheresse et de pluie. 74,8 % de la superficie communale est en aléa moyen ou fort (52,8 % au niveau départemental et 48,5 % au niveau national). Sur les 3 179 bâtiments dénombrés sur la commune en 2019, 2662 sont en aléa moyen ou fort, soit 84 %, à comparer aux 70 % au niveau départemental et 54 % au niveau national. Une cartographie de l'exposition du territoire national au retrait gonflement des sols argileux est disponible sur le site du BRGM,.
Concernant les mouvements de terrains, la commune a été reconnue en état de catastrophe naturelle au titre des dommages causés par des mouvements de terrain en 1999.

#### Risques technologiques
Le risque de transport de matières dangereuses sur la commune est lié à sa traversée par des infrastructures routières ou ferroviaires importantes ou la présence d'une canalisation de transport d'hydrocarbures. Un accident se produisant sur de telles infrastructures est en effet susceptible d’avoir des effets graves au bâti ou aux personnes jusqu’à 350 m, selon la nature du matériau transporté. Des dispositions d’urbanisme peuvent être préconisées en conséquence.

## Toponymie
Le nom de la localité est attesté sous les formes de Vernolio, Vernoilletum en 1351.
Verneuil se décompose en deux éléments gaulois (celtique) : le terme *uerno- « marécage, aulne » (cf. breton gwern, irlandais fern), resté dans les termes dialectaux Verne - liens et vergne, sortes d'aulnes. Le second élément est un appellatif toponymique également d'origine celtique *ialon, latinisé en -ialum, et qui signifie initialement « espace découvert par un défrichement », « essart », puis par extension « village » (cf. gallois tir ial « espace découvert ») et qui a donné les finales -ueil / -euil en langue d'oïl et -(u)éjol / -(u)éjoul, etc. en langue d'oc.
« Vernouillet » est le diminutif de Verneuil.
Vernouillet signifie « la petite clairière des aunes ».

## Histoire

### Époque contemporaine

#### XXesiècle
Durant la Seconde Guerre mondiale, Vernouillet, comme sa grande voisine Dreux, connut l'occupation allemande de 1940 à 1944. Elle fut libérée, en même temps que Dreux, le 16 août 1944, par le bataillon blindé américain du lieutenant Sam Isaacs.

## Politique et administration

### Tendances politiques et résultats
À l'issue de l'élection présidentielle de 2017, le candidat de la France Insoumise, Jean-Luc Mélenchon, est arrivé en tête du premier tour dans la commune avec 27,72% des suffrages exprimés (1377 voix); son troisième meilleur résultat en Eure-et-Loir. Il devançait de 262 voix Emmanuel Macron (22,45%) et de 354 voix la candidate frontiste Marine Le Pen (20,60%).
Le second tour s'est quant à lui soldé par la victoire d'Emmanuel Macron (3056 voix, soit 69,41% des suffrages exprimés, contre 1347 voix et 30,59% des suffrages exprimés pour Marine Le Pen).

### Politique environnementale

#### Cadre de vie
Dans son palmarès 2016, le Conseil National des Villes et Villages Fleuris de France a attribué une fleur à la commune au Concours des villes et villages fleuris.

### Jumelages
La ville de Vernouillet est jumelée avec :
| Ville | Ville    | Pays | Pays        | Période     |
| ----- | -------- | ---- | ----------- | ----------- |
|       | Cheddar  |      | Royaume-Uni | depuis 2000 |
|       | Felsberg |      | Allemagne   | depuis 1982 |

## Population et société

### Démographie
L'évolution du nombre d'habitants est connue à travers les recensements de la population effectués dans la commune depuis 1793. Pour les communes de plus de 10 000 habitants les recensements ont lieu chaque année à la suite d'une enquête par sondage auprès d'un échantillon d'adresses représentant 8 % de leurs logements, contrairement aux autres communes qui ont un recensement réel tous les cinq ans,.

En 2022, la commune comptait 12 491 habitants, en évolution de −0,02 % par rapport à 2016 (Eure-et-Loir : −0,23 %, France hors Mayotte : +2,11 %).
| 1793 | 1800 | 1806 | 1821 | 1831 | 1836 | 1841 | 1846 | 1851 |
| ---- | ---- | ---- | ---- | ---- | ---- | ---- | ---- | ---- |
| 639  | 694  | 748  | 662  | 687  | 751  | 731  | 717  | 708  |

| 1856 | 1861 | 1866 | 1872 | 1876 | 1881 | 1886 | 1891 | 1896 |
| ---- | ---- | ---- | ---- | ---- | ---- | ---- | ---- | ---- |
| 529  | 538  | 590  | 633  | 589  | 584  | 594  | 584  | 577  |

| 1901 | 1906 | 1911 | 1921 | 1926 | 1931 | 1936 | 1946 | 1954  |
| ---- | ---- | ---- | ---- | ---- | ---- | ---- | ---- | ----- |
| 600  | 616  | 665  | 637  | 752  | 872  | 882  | 978  | 1 114 |

| 1962  | 1968  | 1975  | 1982   | 1990   | 1999   | 2006   | 2011   | 2016   |
| ----- | ----- | ----- | ------ | ------ | ------ | ------ | ------ | ------ |
| 2 113 | 4 071 | 8 143 | 10 318 | 11 680 | 11 496 | 11 779 | 11 825 | 12 494 |

| 2021   | 2022   | - | - | - | - | - | - | - |
| ------ | ------ | - | - | - | - | - | - | - |
| 12 455 | 12 491 | - | - | - | - | - | - | - |

### Enseignement
La commune de Vernouillet est située dans l'académie d'Orléans-Tours. Elle dépend de la zone B.
Cinq écoles maternelles, cinq écoles primaires et deux collèges sont disponibles dans la commune.

### Sports
La commune dispose de plusieurs équipements sportifs :
- une piscine ;
- les complexes sportifs Nicolas-Robert et Marcel-Pagnol ;
- trois courts de tennis ;
- le stade des Grands-Prés et le stade Marcel-Pagnol ;
- un boulodrome.

## Économie

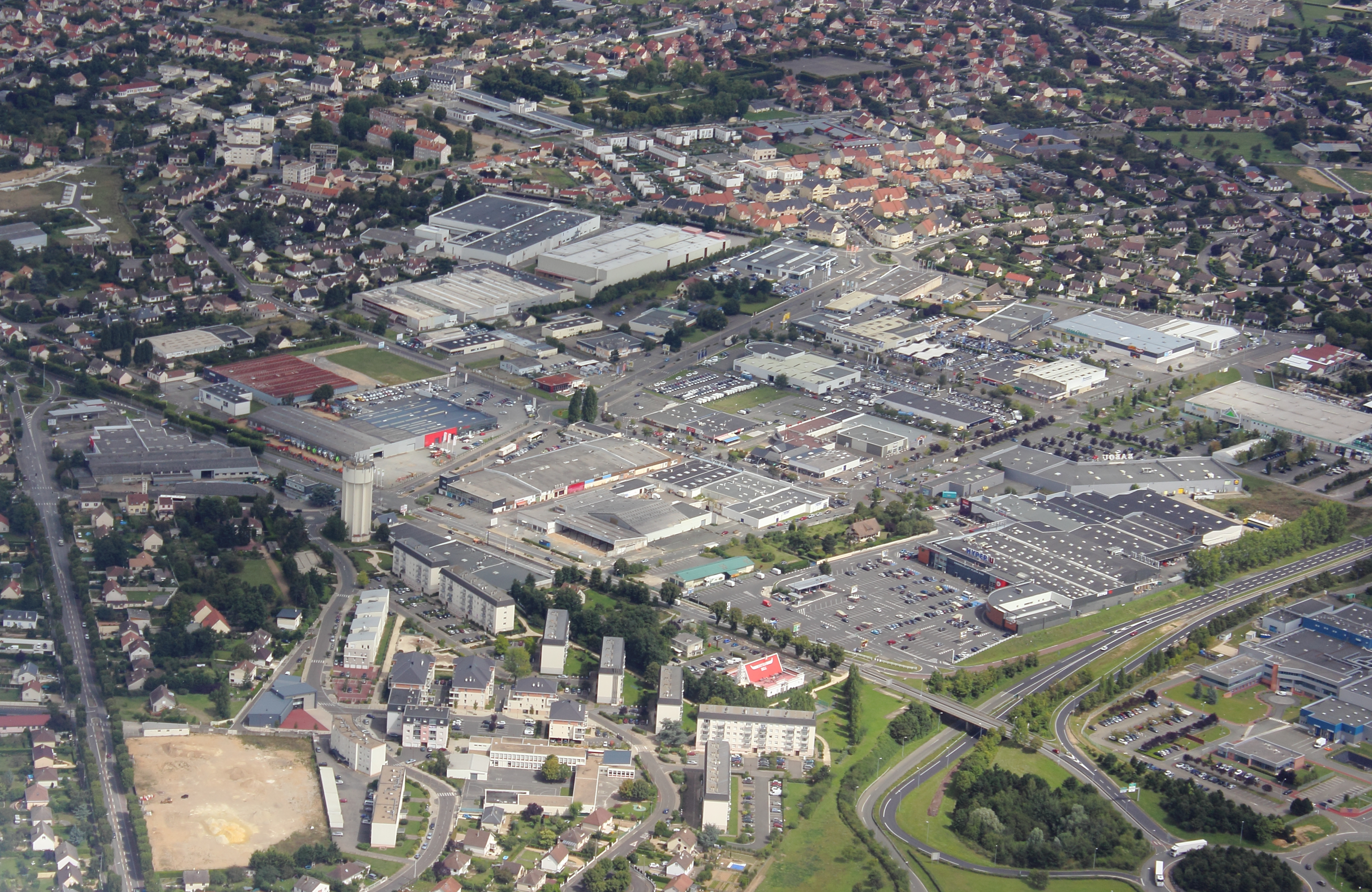
Vue aérienne du centre commercial Vernouillet Plein Sud.

Son économie repose en majorité sur la pharmacie, l'électronique, la sous-traitance automobile et le travail des métaux.
La ville possède deux zones industrielles : les Corvées (20 000 m2 disponibles), Nuisement et les Vauvettes (respectivement 25 et 20 hectares). Elle possède également deux zones d'activités : Bonsecours (10 000 m2 disponibles) et Porte Sud (15 hectares, et 70 à venir) ainsi que deux zones commerciales : le Centre commercial Plein Sud et le Centre commercial des Corvées (3 500 m2 disponibles).
Classée en zone « Objectif 2 », la ville de Vernouillet bénéficie de fonds européen de développement régional (Feder).

## Culture locale et patrimoine

### Lieux et monuments
- Église Saint-Sulpice, XIIe siècle ;
- Château d'eau des Vauvettes.

### Personnalités liées à la commune
- Louis Nicolas Robert (1761-1828), inventeur de la machine à papier continu (1799). Une statue à côté de l'église lui rend hommage[32]. Un collège porte aussi son nom dans le quartier des Grandes Vauvettes.
- Bernard Desmousseaux de Givré (1794-1854), député d'Eure-et-Loir de 1837 à 1851, né le 1er janvier 1794 à Vernouillet.

### Héraldique
| Blason de Vernouillet | Blason  | D'argent au cep de vigne arraché de gueules, au chef d'azur chargé d'une gerbe de blé du champ accostée de deux roues de moulin du même. |
| Blason de Vernouillet | Détails | Le statut officiel du blason reste à déterminer.                                                                                         |